# Fabiansk strategi
En fabiansk strategi er en militærstrategi, hvor konfrontationer og frontale angreb undgås til fordel for at nedslide en modstander gennem en udmattelses- og indirekte krigsførelse. Strategien forsøger at undgå afgørende kampe, mens den samtidig foreskriver, at man chikanerer sin fjende gennem mindre konfrontationer og ved at forstyrre tilkomsten af forsyninger. Hensigten med dette er at udmatte ens modstander samt påvirke moralen blandt dens styrker. Anvendelsen af denne strategi indebærer, at man mener, at tiden er på ens side: Normalt fordi den side, der anvender strategien, kæmper i eller tæt på dens eget hjemland, mens fjenden kæmper langt fra dens hjemland – hvormed fjenden er afhængig af lange og kostbare forsyningslinjer. Strategien kan også påtages, når man ikke kan udtænke en anvendelig alternativ strategi: Her kan strategien bruges til at fastlåse én aktuel konflikt – samtidig med det minimerer ens resurseforbrug – og køber en mere tid til at udtænke en alternativ strategi
I forlængelse heraf anvendes udtrykket også på andre situationer, hvor ét stort og ambitiøst mål ses som værende umiddelbart uden for rækkevidde, men målet dog kan opnås ved at tage små skridt.

## Den Anden Puniske Krig
Denne militærstrategi fik sit navn efter Quintus Fabius Maximus Verrucosus, som var den romerske diktator, der fik til opgave at besejre den store karthagiske general Hannibal under den Anden Puniske Krig (218 – 201 f.Kr.). I begyndelsen af denne krig havde Hannibal dristigt krydset Alperne og invaderet Italien. Hannibal havde efterfølgende påført romerne gentagne nederlag med dertilhørende store tab: han havde således hurtigt opnåede to knusende sejre over de romerske hære ved Trebia og Trasimenosøen. Efter disse katastrofer udnævnte romerne Fabius Maximus til diktator. Fabius indledte herefter en udmattelseskrig, hvor han begrænsede karthagernes evne til at søge føde samt nægtede dem betydelige sejre.
Hannibal havde to svagheder. For det første kommanderede han en invaderende udenlandsk hær (på italiensk jord) og var i effekt afskåret fra sit hjemland i Nordafrika: der var vanskeligt at blive forsynet over Middelhavet. Så længe Roms allierede forblev loyale, var der lidt han kunne gøre for at vinde. Hannibal forsøgte at overbevise Roms allierede om, at det var mere fordelagtigt for dem at stille sig på Karthagos side (gennem en kombination af sejr og forhandling). Fabius beregnede, at for at besejre Hannibal måtte han helt undgå at konfrontere ham (for at fratage ham sejre). Han fastslog, at Hannibals vanskeligheder i forhold til sine forsyningslinjer (såvel som omkostningerne ved at opretholde den karthagiske hær i felten) betød, at Rom havde tiden på sin side.
Fabius' strategi undgik bevist direkte kamphandlinger. Han sendte små militære enheder ud for at angribe dele af Hannibals hær, mens han holdt den romerske hær i kuperet terræn for at neutralisere karthagernes kavalerioverlegenhed. Indbyggerne i de små landsbyer på karthagernes vej blev beordret, af Fabius, til at brænde deres afgrøder og søge tilflugt i befæstede byer. Fabius brugte indre linjer for at sikre, at Hannibal ikke kunne marchere direkte mod Rom uden først at skulle forlade sine Middelhavshavne (forsyningslinjer). På samme tid begyndte Fabius at påføre karthagerne mindre, men konstante, nederlag. Dette, havde Fabius konkluderet, ville nedslide karthagernes udholdenhed og afskrække Roms allierede fra at skifte side. Når først karthagerne var tilstrækkeligt svækket og demoraliserede af mangel på mad og forsyninger, ville Fabius og hans velnærede legioner derefter kæmpe et afgørende slag i håbet om at knuse karthagerne én gang for alle.
Hannibals anden svaghed var, at meget af hans hær bestod af spanske lejesoldater og galliske allierede. Deres loyalitet over for Hannibal var overfladisk; selvom de ikke kunne lide Rom, ønskede de hovedsagelig hurtige kampe og plyndringsangreb. De var uegnede til lange belejringer og besad hverken udstyret eller tålmodigheden til sådanne taktikker. Kedsomheden af utallige nederlag i små træfninger svækkede deres moral, og de begyndte at desertere.
Uden nogen romersk hær at angribe, blev Hannibals hær praktisk talt ingen trussel mod Rom, som var en by omgivet af mure, der derfor krævede en lang belejring at indtage. Fabius' strategi ramte kernen af Hannibals svaghed. Tiden, ikke store slag, ville lamme Hannibal.

### Politisk opposition
Fabius' strategi var – til trods for dens militær succes og tålelighed for visse (mere indsigtsfulde) senatorer i Senatet – generel upopulær. Romerne havde længe været vant til at stå over for og overvinde deres fjender direkte på slagmarken. Den fabiansk strategi blev delvist ødelagt grundet mangel på enighed i den romerske hærs kommando. Magister equitum, Marcus Minucius Rufus, var en politisk modstander af Fabius. Rufus udbrød berømt:
Er vi kommet her for at se vores allierede blive slagtet, og deres ejendom brændt, som et skue, der skal nydes? Og hvis vi ikke føler skam på grund af andre, gør vi det så ikke på grund af disse borgere... som nu ikke blot lider under de nærliggende samnitters hærgen, men under en kartagisk fremmed, der har avanceret så langt frem fra verdens fjerneste grænser, på grund af vores udstrakthed og inaktivitet?
Som erindringen om chokket fra Hannibals sejre blev svagere, begyndte den romerske befolkning gradvist at stille spørgsmålstegn ved visdommen i den fabianske strategi – netop det, der havde givet dem tid til at komme sig. Det var især frustrerende for massen af folket, der var ivrige efter at se en hurtig afslutning på krigen. Desuden herskede der en udbredt opfattelse af, at hvis Hannibal fortsatte med at plyndre Italien uden modstand, ville de allierede (som måske troede, at Rom var ude af stand til at beskytte dem) gå over til karthagerne.
Da Fabius ikke vandt nogen større sejre, fjernede senatet ham fra kommandoen. Deres valgte afløser, Gaius Terentius Varro, førte den romerske hær ud i en katastrofe i forbindelse med Slaget ved Cannae. Romerne – efter at have oplevet dette katastrofale nederlag og tabt utallige andre slag – havde på dette tidspunkt lært deres lektie. De anvendte de strategier, som Fabius havde lært dem, som, de endelig indså, var den eneste realistiske måde at drive Hannibal ud af Italien på.
Denne udmattelsesstrategi gav Fabius et agnomen: "Cunctator" (udsætteren).

## Senere eksempler
Under Marcus Antonius' Atropatene-kampagne ødelagde partherne først forsyningslinjerne og belejringsudstyr. Da Antonius fortsatte med at belejre den Atropatenske hovedstad, begyndte de at chikanere belejrerne og tvang dem til at trække sig tilbage.
Under det romerske felttog mod Persien – der blev ledet af Julian i 363 e.Kr. – ledte den persiske hovedhær under Shapur II de numerisk overlegne romere dybt ind i deres territorium og undgik en fuldskala konfrontation. Da den befæstede persiske hovedstad syntes uindtagelig, blev Julian lokket ind i Persiens indre, hvor perserne brugte den brændte jords taktik. Shapur II's hær dukkede senere op (efter at de sultende romere var på tilbagetog) og engagerede sig i kontinuerlige konfrontationer, hvilket resulterede i et katastrofalt romersk nederlag.
Den mest bemærkelsesværdige brug af fabiansk strategi i amerikansk historie var af George Washington, som nogle gange også kaldes den "Amerikanske Fabius" for hans brug af strategien i det første år af den amerikanske uafhængighedskrig. Mens Washington oprindeligt havde presset på for traditionelle direkte kamphandlinger, var han – på opfordring fra hans generaler samt grundet tidligere katastrofale slag – blevet overbevist om fordelene ved at bruge sin hær til at chikanere briterne i stedet for at engagere dem direkte. I betragtning af hans baggrund som kolonialofficer – der havde deltaget i asymmetriske kampagner mod indfødte amerikanere – forudsagde Washington desuden, at denne strategi ville hjælpe med at besejre den britiske hærs traditionelle taktiker.
Under den amerikanske revolution udtrykte John Adams utilfredshed med Washingtons strategien: "I am sick of Fabian systems in all quarters."
Gennem historien har den fabiansk strategi været anvendt. Den blev brugt mod Napoleons Grande Armée – i kombination med brændt jord og guerillakrig – hvor den viste sig at være afgørende for at besejre den franske invasion af Rusland. Sam Houston brugte effektivt et "fabiansk forsvar" i kølvandet på Slaget ved Alamo, hvor han bruge forsinkelse taktiker og hærværk mod Santa Annas meget større styrke, for på denne måde at give den texanske hær tid til at vokse. Da han endelig mødte Santa Anna i San Jacinto, sikrede den resulterende sejr dannelsen af Republikken Texas. Under Første Verdenskrig i Tysk-Østafrika brugte generalerne Paul von Lettow-Vorbeck og Jan Smuts begge fabiansk strategier i deres felttog.

## Fabiansk socialisme
Fabiansk socialisme – ideologien fra Fabian Society (grundlagt i 1884) – påvirkede Labour Party i Storbritannien betydeligt. Den bruger den samme strategi som en "udmattelseskrig" for at lette samfundets mål om at skabe en socialistisk stat. Fortaleren for gradualisme adskilte denne type socialisme fra dem, der går ind for revolutionær handling.